# 35978 Арлінґтон
35978 Арлінґтон (1999 NC, 1998 BL7, 35978 Arlington) — астероїд головного поясу, відкритий 5 липня 1999 року.
Тіссеранів параметр щодо Юпітера — 3,572.